# Diego de Siloé
Diego de Siloé (o Siloe), Burgos; c. 1495-Granada; 22 de octubre de 1563, fue un arquitecto y escultor castellano, uno de los primeros artistas del Renacimiento en España.

## Biografía

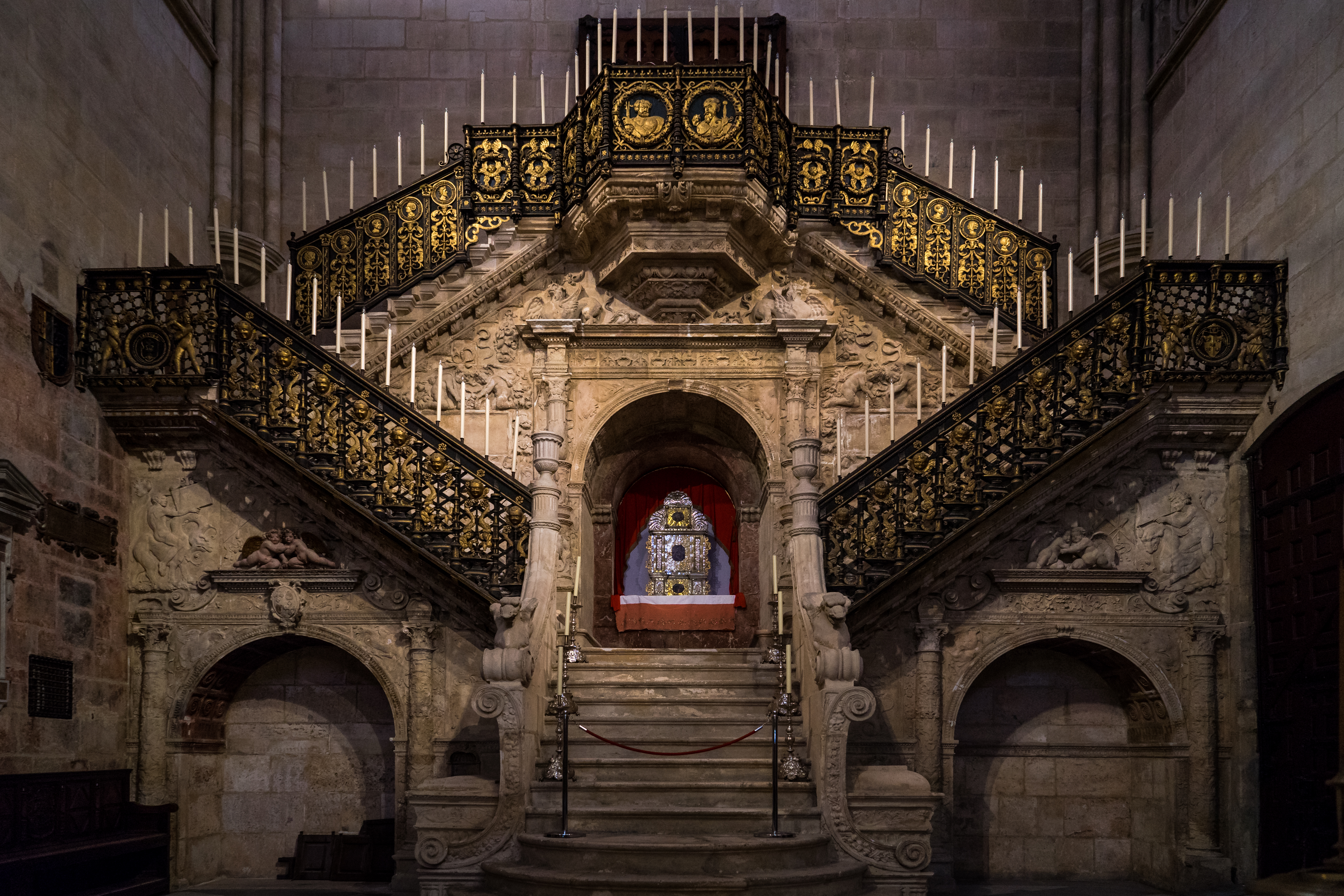
Escalera Dorada de la catedral de Burgos.

Con toda probabilidad fue hijo del escultor gótico Gil de Siloé, y pasó la primera parte de su carrera artística (1519-1528) en su lugar de nacimiento, Burgos, donde trabajó principalmente como escultor.

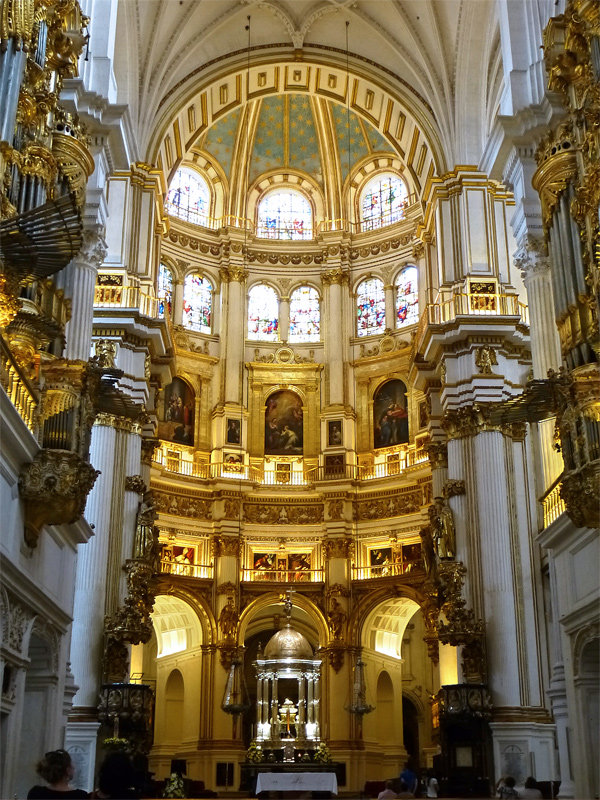
Catedral de Granada

La obra artística de Siloé combinó el estilo renacentista italiano —que había estudiado en una visita a Nápoles hacia 1517—, con las influencias del estilo gótico español y del arte árabe. La Escalera Dorada de la catedral de Burgos es su obra más importante de este periodo (1519). Su proporcionada, rotunda y airosa estructura con esculturas de querubines, escudos de armas y ornamentación vegetal, ocupa en su totalidad uno de los muros de la catedral. Con esta obra, Siloé salvó el desnivel de la puerta de la Coronería de la catedral, situada en el brazo norte del crucero de la misma, e incorporó además elementos arquitectónicos de raigambre clasicista, al modo del arquitecto italiano Donato Bramante, diseñando una escalera monumental que se bifurca en dos tramos paralelos al muro del fondo.
Desde 1528 hasta el final de su vida trabajó en Granada, sobre todo como arquitecto. En 1547 compró una casa a Beatriz Hernández, situada en el n.º 5 de la calle Angosta (hoy desaparecida). Siloé adaptó para sí, como casa y lugar de trabajo y estudio, esta antigua vivienda morisca en el centro de Granada. Estaba situada al fondo de un callejón sin salida, uno de los llamados adarves del corazón de la vieja medina musulmana. Se entraba a ella a través de un arco con la inscripción en latín Aperi michi Domine portas iustitiae («Ábreme, Señor, las puertas de la justicia»), y tenía un patio porticado y en lo alto, galerías de madera. En el zaguán, un banco de piedra servía para descabalgar a quien llegase a caballo, y poseía un segundo patio, más pequeño, para ventilar las cocinas. A la muerte de Siloe, heredó la casa su esposa Ana de Bazán. Esa casa fue derribada a finales del siglo XIX, junto a otros muchos edificios antiguos, para abrir la Gran Vía de Colón.
La llegada de Siloé la ciudad supone el asentamiento de las propuestas de carácter clasicista en Andalucía. Se le encargó terminar dos conjuntos arquitectónicos proyectados anteriormente con una finalidad funeraria: la iglesia del Monasterio de San Jerónimo —lugar de enterramiento de los Fernández de Córdoba, incluyendo la tumba del Gran Capitán— y la catedral de Granada, donde realizó uno de los edificios más destacados del estilo renacentista español. De este templo destaca la organización de su cabecera, como un enorme espacio central cubierto con una gran cúpula, al modo de los edificios funerarios de la época romana. En el sistema de alzados, se pueden observar referencias al arte de Filippo Brunelleschi con unos grandes pilares sobre cuyos frentes se apoyan medias columnas corintias, duplicando además la altura de las naves con un segundo cuerpo de soportes sobre el entablamento del primero. Sobresale también la portada del Perdón (hacia 1534) concebida a modo de un gran arco de triunfo. Su rica decoración y las líneas y curvas, enérgicas y fluidas, de su interior fueron una temprana expresión del estilo plateresco en el arte español.
Otros de sus proyectos más destacados son la Iglesia de Nuestra Señora de la Encarnación —espléndida muestra de la arquitectura de transición del gótico al renacimiento construida entre 1542 y 1573, en la que también participó uno de sus discípulos, Juan de Maeda—, la Iglesia de San Gabriel de Loja y la Sacra Capilla del Salvador de Úbeda, concebida como lugar de enterramiento de la familia Cobos. Tiene una nave central de tres tramos, capillas laterales entre contrafuertes y una cabecera circular cubierta con una gran cúpula. Por último, habría que señalar la proyección de su arquitectura en España (catedrales de Almería, Málaga, Albacete y Guadix) y en la América española, en las catedrales de Guadalajara, Lima y Cuzco.

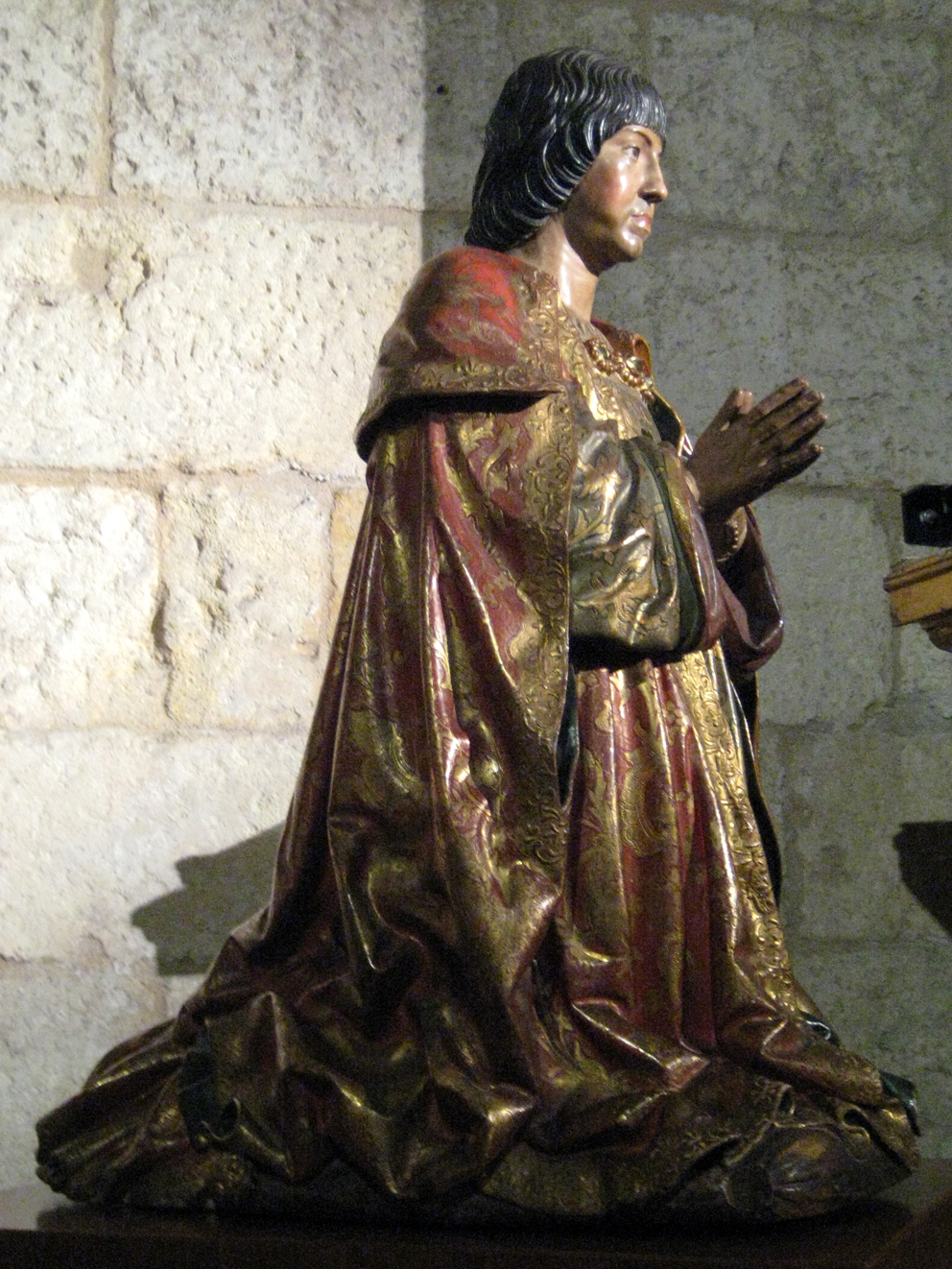
Estatua orante de Fernando el Católico, en la Capilla Real de Granada

Se le atribuye el mausoleo del presidente de la Chancillería de Granada, el obispo Rodrigo Mercado de Zuazola. Esculpido en mármol blanco, lleno de grutescos y de escenas alegóricas, se encuentra en la Capilla de la Piedad de la Iglesia de San Miguel Arcángel de Oñate.

## Homenajes
Sendos institutos de Burgos y de Albacete llevan su nombre.